# 유럽 고속도로 429호선
유럽 고속도로 429호선(European route E429)은 투르네에서 할러까지 이어주는 총 연장 75km의 거리를 가진 유럽 고속도로 노선망이기도 하다. 다만 해당 도로는 전부 벨기에를 관통하고 있으며, 주요 경유지로는 투르네, 아트, 앙갱 그리고 할러가 있다.